# 路地裏探偵団がゆく!
『路地裏探偵団がゆく!』（ろじうらたんていだんがゆく）は、青森朝日放送 (ABA) で土曜日に放送されている、弘前市を中心に紹介する情報番組である。

## 概要
本番組は、2011年7月2日からファーストシーズンを放送（全13回）。この当時は15分番組であったが、2012年4月7日からのセカンドシーズンで放送時間を30分に拡大した（全18回）。2013年5月25日からサードシーズンが放送されていた（全18回）。2014年から特番となり、不定期放送となった（全3回）。

## 内容
- 青森県弘前市を中心に津軽地域の街角の秘密を探る街歩き番組。番組の中に、弘前の酒場を巡る人気コーナー「津軽酒場探偵」がある。

## 放送時間
- 土曜 24時30分 - 24時45分（ファーストシーズン、不定期放送） - 翌週月曜 15時35分 - 15時50分に再放送。
- 土曜 11時00分 - 11時30分（セカンドシーズン、不定期放送） - 翌週火曜日の深夜に再放送。
- 土曜 24時45分 - 25時15分（サードシーズン、不定期放送） - 翌週火曜日の深夜に再放送。

## 出演者
2012年4月7日から（セカンドシーズン）

### MC（団員）
- オダギリユタカ
- 高瀬まみ（団長代行）
- 清水司
- 西谷雷佐
- とったん（酒場探偵）
- 鹿田智嵩（団長）

2013年5月25日から（サードシーズン）
- オダギリユタカ（路地裏探偵団のエース）
- しおりん（女子大生探偵、路地裏探偵団Z所属）
- だいきゃん（大学生探偵、路地裏探偵団Z所属、浜の町・藤代編に出演）
- とったん（酒場探偵、鍛冶町界隈編に出演）
- 高瀬まみ （演歌歌手、フードファイト探偵）

## オープニングテーマ
- creeps「ROLLING ROLLING」

## エンディングテーマ
- オダギリユタカ「路地裏で咲いた一輪の花」